# Новоберезовский (Волгоградская область)
Новоберезовский — посёлок в Новониколаевском районе Волгоградской области. Входит в состав Красноармейского сельского поселения.

## История
В 1966 г. Указом Президиума ВС РСФСР поселок отделения № 2 совхоза «Красноармеец» переименован в Новоберезовский.
В соответствии с Законом Волгоградской области от 22 декабря 2004 года  № 975-ОД «Об установлении границ и наделении статусом Новониколаевского района и муниципальных образований в его составе» , посёлок вошёл в состав образованного Красноармейского сельского поселения. 

## География
Расположен в северо-западной части региона, в степной зоне, в пределах Хопёрско-Бузулукской равнины. 

## Население
| 2010 |
| ---- |
| 52   |

## Инфраструктура
Личное подсобное хозяйство.

## Транспорт
Просёлочные дороги. 